# Hội chứng Brugada
Hội chứng Brugada (Brugada syndrome, BrS) là một rối loạn di truyền trong đó hoạt động điện trong tim là bất thường. Nó làm tăng nguy cơ nhịp tim bất thường và đột tử do tim. Những người bị ảnh hưởng có thể có các đợt ngất xỉu. Nhịp tim bất thường thấy ở những người mắc hội chứng Brugada thường xảy ra khi nghỉ ngơi. Chúng có thể được kích hoạt bởi một cơn sốt.
Khoảng một phần tư những người mắc hội chứng Brugada có một thành viên gia đình cũng có tình trạng này. Một số trường hợp có thể là do đột biến gen mới hoặc một số loại thuốc. Các gen liên quan phổ biến nhất là SCN5A mã hóa kênh natri tim. Chẩn đoán thường bằng điện tâm đồ (ECG), tuy nhiên, những bất thường có thể không nhất quán. Các loại thuốc như ajmaline có thể được sử dụng để tiết lộ những thay đổi ECG. Các mẫu ECG tương tự có thể được nhìn thấy trong một số rối loạn điện giải nhất định hoặc khi lượng máu cung cấp cho tim đã bị giảm.
Không có cách điều trị hội chứng Brugada. Những người có nguy cơ tử vong do tim đột ngột cao hơn có thể được điều trị bằng cách sử dụng máy khử rung tim cấy ghép (ICD). Ở những người không có triệu chứng, nguy cơ tử vong thấp hơn nhiều, và cách điều trị nhóm này ít rõ ràng hơn. Isoproterenol có thể được sử dụng trong thời gian ngắn cho những người có nhịp tim bất thường thường xuyên đe dọa tính mạng, trong khi quinidine có thể được sử dụng lâu dài hơn. Kiểm tra các thành viên gia đình của mọi người có thể được đề nghị thực hiện.
Hội chứng này ảnh hưởng từ 1 đến 30 trên 10.000 người. Nó phổ biến ở nam hơn nữ và ở những người gốc Á. Sự khởi đầu của các triệu chứng thường là ở tuổi trưởng thành. Nó được đặt theo tên của các bác sĩ tim mạch Tây Ban Nha Pedro và Josep Brugada, người đã mô tả tình trạng này vào năm 1992. Anh trai của họ Ramon Brugada là người đầu tiên mô tả một nguyên nhân di truyền tiềm năng vào năm 1998.